# José Ares Montes
Santiago José Ares Montes (n. La Coruña; 3 de abril de 1914 - f. Madrid; 15 de abril de 1995) fue un lusista, cervantista y crítico literario español.

## Biografía
Estudió bachillerato en su ciudad natal y marchó a Madrid para estudiar Filología Moderna. Se licenció en 1943 en la Complutense y en ese mismo año se diplomó en literatura portuguesa por la Universidad de Coímbra. Se doctoró en 1949 con premio extraordinario en la Complutense con una tesis dirigida por Dámaso Alonso y en 1950 se transforma en profesor de Literatura portuguesa de la misma, adjunto a Francisco Maldonado de Guevara, hasta su jubilación en 1983. 
Igualmente colaboró con la Universidad de Nueva York impartiendo cursos de literatura del Siglo de Oro.
Fue secretario de Clavileño, revista de la AIH, desde 1956, y reseñista y redactor de la revista Anales Cervantinos desde su fundación en 1951, así como reseñista de la Revista de Filología Española. Colaboró además en la Revista de Filología Románica, Revista de Literatura, la portuguesa Colóquio / Letras, la italiana Quaderni Portoghesi e Ínsula. 
Se le deben importantes estudios sobre las relaciones literarias entre la literatura española y la portuguesa, en particular de la de Luis Góngora, tema al que dedicó su tesis, pero también colaboró en los nueve volúmenes de la italiana Enciclopedia dello Spettacolo (1954-1962), encargándose de los artículos referidos al teatro español. Casi siempre adoptó la metodología de la literatura comparada, y tradujo a Ferreira de Castro.

## Obras
- 1956, Góngora y la poesía portuguesa del siglo XVII, Madrid: Gredos.
- 1978, Con David Mourão Ferreira, Dos estudios sobre literatura contemporánea, Madrid: Fundación Juan March.